# MI6
O Secret Intelligence Service, SIS, comumente conhecido como MI6 (Military Intelligence, Section 6), (em português: Serviço Secreto de Inteligência), é o serviço de inteligência estrangeira do Reino Unido, encarregado principalmente da coleta e análise secreta de inteligência humana no exterior (HUMINT), em apoio à segurança nacional do Reino Unido. O SIS é uma das agências de inteligência britânicas e o Chefe do Serviço Secreto de Inteligência ("C") responde diretamente perante o Ministro das Relações Exteriores.
Formada em 1909 como a seção estrangeira do Secret Service Bureau, a seção cresceu muito durante a Primeira Guerra Mundial, adotando oficialmente seu nome atual por volta de 1920. O nome "MI6" (que significa Military Intelligence, Section 6) originou-se como um rótulo conveniente durante a Segunda Guerra Mundial, quando o SIS era conhecido por muitos nomes. Ainda é comumente usado hoje. A existência do SIS não foi oficialmente reconhecida até 1994. Naquele ano, a Intelligence Services Act 1994 (ISA) foi apresentado ao Parlamento do Reino Unido, para colocar a organização em uma base estatutária pela primeira vez. Fornece a base jurídica para as suas operações. Hoje, o SIS está sujeito à supervisão pública do Investigatory Powers Tribunal e da Intelligence and Security Committee of Parliament.
As funções prioritárias declaradas do SIS são o combate ao terrorismo, a contra-proliferação, fornecer informações em apoio à segurança cibernética e apoiar a estabilidade no exterior para desmantelar o terrorismo e outras atividades criminosas. Ao contrário das suas principais agências irmãs, o Security Service (MI5) e o Government Communications Headquarters (GCHQ), o SIS trabalha exclusivamente na recolha de informações estrangeiras; a ISA permite-lhe realizar operações apenas contra pessoas fora das Ilhas Britânicas. Algumas das ações do SIS desde a década de 2000 suscitaram controvérsia significativa, como a sua alegada cumplicidade em atos de técnicas aprimoradas de interrogatório e entregas extraordinárias.
Desde 1994, a sede do SIS está localizada no SIS Building em Londres, na margem sul do Rio Tâmisa.

## História e Desenvolvimento

### Fundação
O serviço derivou do Secret Service Bureau, fundado em 1 de outubro de 1909. O bureau foi uma iniciativa conjunta do Almirantado Britânico e do Ministério da Guerra para controlar operações secretas de inteligência no Reino Unido e no exterior, concentrando-se particularmente nas atividades do governo imperial alemão. O escritório foi dividido em seções naval e militar que, ao longo do tempo, se especializaram em espionagem estrangeira e atividades de contraespionagem interna, respectivamente. Essa especialização ocorreu porque o Almirantado queria conhecer a força marítima da Marinha Imperial Alemã. Esta especialização foi formalizada antes de 1914. Durante a Primeira Guerra Mundial, em 1916, as duas seções passaram por mudanças administrativas, de modo que a seção estrangeira passou a ser a seção MI1(c) do Directorate of Military Intelligence.
Seu primeiro diretor foi o Capitão Sir Mansfield George Smith-Cumming, que muitas vezes abandonava o Smith na comunicação de rotina. Ele normalmente assinava a correspondência com seu C inicial em tinta verde. Este uso evoluiu como um codinome e foi seguido por todos os diretores subsequentes do SIS ao assinar documentos para manter o anonimato.

### Primeira Guerra Mundial
O desempenho do serviço durante a Primeira Guerra Mundial foi misto, porque não conseguiu estabelecer uma rede na própria Alemanha. A maior parte dos seus resultados veio de informações militares e comerciais recolhidas através de redes em países neutros, territórios ocupados e na Rússia. Durante a guerra, o MI6 teve o seu principal escritório europeu em Roterdão, de onde coordenou a espionagem na Alemanha e ocupou a Bélgica.

### Período entre guerras

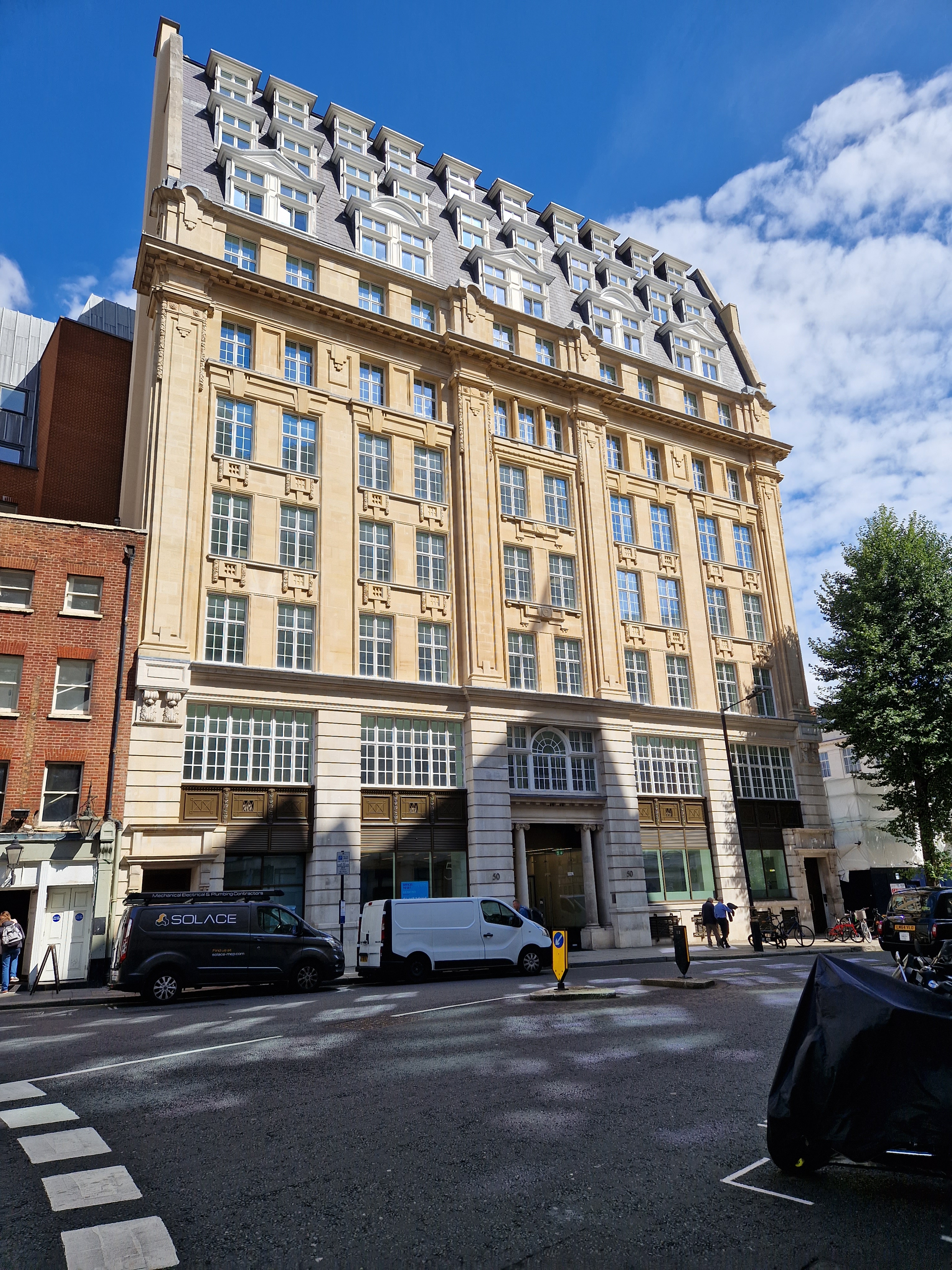
54 Broadway, sede do SIS de 1924 a 1964

Após a guerra, os recursos foram significativamente reduzidos, mas durante a década de 1920, o SIS estabeleceu uma estreita relação operacional com o serviço diplomático. Em agosto de 1919, Cumming criou o novo departamento de controle de passaportes, proporcionando cobertura diplomática para agentes no exterior.  O posto do Passport Control Officer provia imunidade diplomática aos agentes.
As Seções Circulantes estabeleceram requisitos de inteligência e repassaram a inteligência aos seus departamentos de consumo, principalmente ao Ministério da Guerra e ao Almirantado.
O debate sobre a futura estrutura da Inteligência Britânica continuou longamente após o fim das hostilidades, mas Cumming conseguiu arquitetar o retorno do Serviço ao controle do Ministério das Relações Exteriores. Neste momento, a organização era conhecida em Whitehall por uma variedade de títulos, incluindo o Foreign Intelligence Service, o Secret Service, o MI1(c), o Special Intelligence Service e até mesmo a organização C's. Por volta de 1920, começou a ser cada vez mais referido como Secret Intelligence Service (SIS), um título que continua a usar até os dias atuais e que foi consagrado na Intelligence Services Act de 1994. Durante a Segunda Guerra Mundial, o nome MI6 foi usado como bandeira de conveniência, nome pelo qual é frequentemente conhecido na cultura popular desde então.
Nos anos imediatos do pós-guerra, sob Sir Mansfield George Smith-Cumming e durante a maior parte da década de 1920, o SIS concentrou-se no comunismo, em particular no bolchevismo russo. Os exemplos incluem uma operação frustrada para derrubar o governo bolchevique em 1918 pelos agentes do SIS Sidney George Reilly e Sir Robert Bruce Lockhart, bem como esforços de espionagem mais ortodoxos na antiga Rússia Soviética, liderados pelo capitão George Hill.
Smith-Cumming morreu repentinamente em sua casa em 14 de junho de 1923, pouco antes de se aposentar, e foi substituído como C pelo Almirante Sir Hugh "Quex" Sinclair. Sinclair criou as seguintes seções:
- Uma Seção Circulante Central de Contraespionagem Estrangeira, Seção V, para fazer a ligação com o Serviço de Segurança para coletar relatórios de contraespionagem de estações no exterior;
- Uma secção de inteligência econômica, Seção VII, para tratar do comércio, da indústria e do contrabando;
- Uma organização clandestina de radiocomunicações, Seção VIII, para se comunicar com agentes e agentes no exterior;
- Seção N para explorar o conteúdo de malas diplomáticas estrangeiras;
- Seção D para conduzir ações políticas secretas e operações paramilitares em tempos de guerra. A Seção D organizaria a organização de resistência do Esquema de Defesa Interna no Reino Unido e viria a ser a base do Special Operations Executive (SOE) durante a Segunda Guerra Mundial.[25][32]

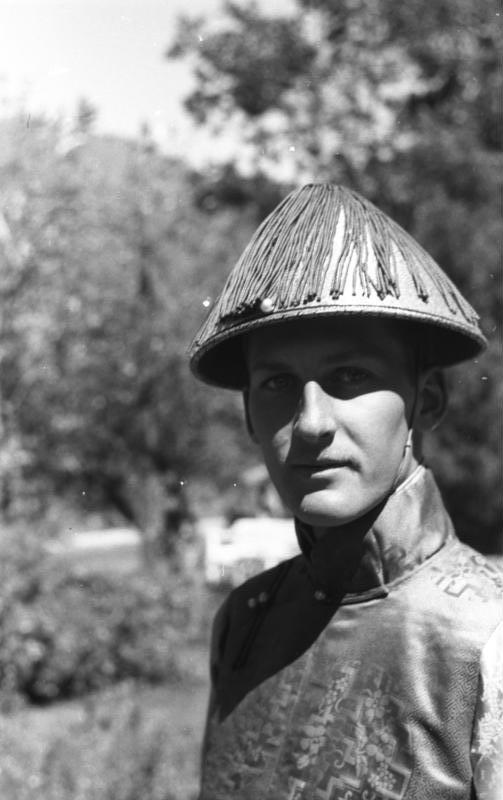
Um jovem inglês, membro do Serviço Secreto de Inteligência, em Yatung, Tibete, fotografado por Ernst Schäfer em 1939

Com a emergência da Alemanha como uma ameaça após a ascensão dos nazis, no início da década de 1930 a atenção voltou-se nessa direção.
O MI6 ajudou a Gestapo, a polícia secreta nazista, na “troca de informações sobre o comunismo” até outubro de 1937, já em plena era nazista; o chefe da estação de Berlim da agência britânica, Frank Foley, ainda foi capaz de descrever a sua relação com o chamado especialista em comunismo da Gestapo como "cordial".
Sinclair morreu em 1939, após uma doença, e foi substituído como C pelo Tenente-coronel Stewart Menzies (Horse Guards), que estava no serviço desde o final da Primeira Guerra Mundial.
Nos dias 26 e 27 de julho de 1939, em Pyry, perto de Varsóvia, representantes da inteligência militar britânica, incluindo Dilly Knox, Alastair Denniston e Humphrey Sandwith, foram apresentados por seus colegas poloneses aliados às suas técnicas e equipamentos de descriptografia Enigma, incluindo folhas Zygalski e a criptológica "Bomba", e foi prometida a entrega futura de uma máquina Enigma duplicada, construída na Polônia, com engenharia reversa. A demonstração representou uma base vital para a continuação e o esforço britânico posterior. Durante a guerra, os criptologistas britânicos descriptografaram um grande número de mensagens criptografadas na Enigma. A inteligência obtida desta fonte, codinome "Ultra" pelos britânicos, foi uma ajuda substancial ao esforço de guerra dos Aliados.

### Segunda Guerra Mundial
Durante a Segunda guerra Mundial, o trabalho de inteligência humana do SIS foi ofuscado por diversas outras iniciativas:
- O esforço criptoanalítico tomado pela Government Code and Cypher School (GC&CS), escritório responsável pela intercepção e descriptografia de comunicações estrangeiras em Bletchley Park.
- O extensivo sistema “double-cross” executado pelo MI5 com o objetivo de alimentar o governo alemão de informações equivocadas.
- Atividades de imagery intelligence conduzidas pela RAF Photographic Reconnaissance Unit (agora JARIC, The National Imagery Exploitation Centre).

A GC&CS era a fonte de inteligência Ultra, o que foi muito útil.
O chefe do SIS, Stewart Menzies, insistiu no controle de quebra de códigos em tempos de guerra, o que lhe deu muito poder e influência, os quais usou judiciosamente. Distribuindo o material Ultra coletado pela Government Code & Cypher School, pela primeira vez, MI6 tornou-se uma parte importante do governo. Vastas brechas nos sinais doEnigma dos Nazistas deram a Menzies e a seu time um enorme conhecimento sobre as estratégias de Adolf Hitler, o que foi mantido sob segredo.
O fracasso mais significante do serviço durante a guerra foi conhecido como o incidente Venlo, nomeado assim por conta da cidade holandesa na qual boa parte da operação tomou lugar. Agentes do serviço secreto do exército alemão, o Abwehr, e a seção de contraespionagem do Sicherheitsdienst (SD), posaram como oficias de alto escalão envolvidos numa trama para depor Hitler. Numa série de reuniões entre agentes do SIS e os “conspiradores”, os planos da SS de sequestrar a esquipe do SIS foram arquivados devido à presença da política holandesa. Na noite entre 8 e 9 de Novembro de 1939, uma reunião aconteceu sem a presença da política. Nesta reunião, dois agentes do SIS foram devidamente sequestrados pela SS.
Em 1940, o jornalista e agente soviético Kim Philby aplicou para uma vaga na Seção D do SIS, e foi vetado por seu amigo e companheiro agente soviético Guy Burgess. Quando a Seção D foi absorvida pelo Special Operations Executive (SOE), no verão de 1940, Philby foi apontado como um instrutor nas artes da “propaganda negra” no estabelecimento de treinamento do SOE, em Beaulieu, Hampshire.
No início de 1944, o MI6 restabeleceu a Seção IX, sua seção anti-soviética antes da guerra, e Philby assumiu uma posição nela. Ele conseguiu alertar o NKVD sobre todas as informações britânicas sobre os soviéticos – inclusive o que o OSS americano havia partilhado com os britânicos sobre os soviéticos.
Apesar dessas dificuldades, o serviço, contudo, conduziu operações substanciais e bem sucedidas na Europa ocupada e nos Médio e Extremos Orientes, onde operava sob o nome de Interservice Liaison Department (ISLD).

### Guerra Fria
Em agosto de 1945 o oficial da inteligência russa, Konstantin Volkov, tentou desertar para o Reino Unido, oferecendo os nomes de todos os agentes soviéticos que estavam trabalhando dentro da Inteligência Britânica. Philby recebeu o memorando sobre a oferta de Volkov e alertou os soviéticos para que pudessem prendê-lo. Em 1946, o SIS absorveu os “rastros” remanescentes da Special Operations Executive, dispersando seu pessoal e equipamentos entre suas divisões operacionais ou controladorias e novos Directorates for Training and Development for War Planning. O arranjo de 1921 foi simplificado com as unidades geográficas e operacionais redesignadas “Seções de Produção”, classificadas regionalmente sob as Controladorias, todos sob um Diretor de Produção. As seções circulares foram renomeadas de “Seções de Requerimento” e postas sob um Diretório de Requerimentos.
As operações do SIS contra a URSS foram extremamente comprometidas pelo fato de que a Seção de Contraespionagem do pós-guerra, R5, foi liderada por dois anos por um agente que trabalhava para a União Soviética, Harold Adrian Russell "Kim" Philby. Apesar do dano de Philby ter sido mitigado por muitos anos devido a sua transferência como Chefe de Estação na Turquia, ele posteriormente retornou e foi o oficial encarregado de fazer a ponte de ligação da Inteligência do SIS com a Embaixada em Washington D.C. Nessa qualidade ele comprometeu um programa de operações paramilitares conjuntas entre EUA e o Reino Unido (Albanian Subversion, Valuable Project) na Albânia de Enver Hoxha (embora mostra-se que essas operações foram comprometidas “no solo” pela pobre disciplina securitiva entre os albaneses imigrantes recrutados para realizar as operações). Philby foi dispensado do cargo e tranquilamente aposentado em 1953 após a deserção de seus amigos e companheiros do “Cambridge spy ring” (Rede de Espionagem Cambridge) Donald Duart Maclean e Guy Burgess.
O SIS sofreu posteriores constrangimentos quando se descobriu que um oficial envolvido nas operações do túnel de Viena e Berlim, havia se tornado um agente soviético durante internamento pelos chineses no decorrer da Guerra da Coreia. Esse agente, George Blake, retornou de seu internamento para ser tratado como um herói por seus contemporâneos no “escritório”. Sua autorização de segurança foi restaurada, e em 1953 ele foi enviado para a Estação de Viena onde os originais Túneis de Viena funcionaram por anos. Após avisar isso aos seus superiores soviéticos, ele foi atribuído à equipe britânica envolvida na Operação Ouro, o túnel de Berlim, e que foi, consequentemente, um plano falido desde o início. Em 1956, o diretor do SIS John Alexander Sinclair teve que renunciar após o caso mal resolvido da morte de Lionel Crabb.
As atividades do SIS incluíam uma série de ações políticas secretas, incluindo a derrubada de Mohammed Mossadegh no Golpe de Estado no Irã em 1953 (em colaboração com a Agência Central de Inteligência dos Estados Unidos).
Apesar da anterior penetração soviética, o SIS  começou a se recuperar como resultado da melhoria da depuração e da segurança, e de uma série de discernimentos bem-sucedidos. A partir de 1958, SIS teve três polos na UB polonesa (Ministério de Segurança Pública), o mais bem-sucedido dos quais recebeu o codinome NODDY. A CIA descreveu a informação que o SIS recebeu desses Polos como “uma das mais valiosas informações já coletadas” e recompensou o SIS com US$ 20 milhões para expandir sua operação polonesa. Em 1961 o desertor polonês Michael Goleniewski expôs George Blake como um agente soviético. Blake foi identificado, preso, sentenciado por espionagem e enviado à prisão. Ele escapou e foi exfiltrado para a URSS em 1966.
Ademais, no GRU (Main Intelligence Agency of the General Staff of the Armed Forces of the Russian Federation), eles recrutaram o Coronel Oleg Penkovsky. Penkovsky trabalhou por dois anos com um considerável sucesso, provendo milhares de documentos fotografados, incluindo manuais de foguetes do Exército Vermelho que permitiam os analistas do National Photographic Interpretation Center (NPIC – Centro de Interpretação Fotográfica Nacional) reconhecerem o padrão de emprego do SS4 MRBMs e SS5 IRBMs soviéticos em Cuba em Outubro de 1962. Operações do SIS contra a URSS continuaram a ganhar ritmo no restante da Guerra Fria, indiscutivelmente, culminando com o recrutamento de Oleg Gordievsky quem possibilitou o SIS chegar a melhor parte da década, então com sucesso exfiltrado da URSS pela fronteira finlandesa em 1985.
A real escala e impacto das atividades do SIS durante a segunda metade da Guerra Fria permanecem desconhecidos, porque a maior parte de suas operações mais bem-sucedidas, dirigidas contra os oficiais soviéticos, foram resultado de operações de um “terceiro país” que recrutava fontes soviéticas viajando para o exterior na Ásia e na África. Isso inclui a deserção para a Estação do SIS no Teerã do agente da KGB Vladimir Kuzichkin em 1982, filho de um alto membro do Politburo e membro da Internal Second Chief Directorate da KGB que forneceu ao SIS e ao governo britânico um aviso sobre a mobilização da Alpha Force do KGB durante o Golpe de Agosto de 1991 que derrubou brevemente o líder soviético Mikhail Gorbachev.

### Após a Guerra Fria
O fim da Guerra Fria levou a uma reorganização das prioridades existentes. O bloco soviético deixou de ser o foco das atividades operacionais, apesar da estabilidade e das intenções de uma Rússia Federativa enfraquecida, mas ainda com capacidade nuclear, constituía uma significativa preocupação. Como alternativa, tomaram a dianteira requerimentos de inteligência funcional ao invés de geográfica, como contra proliferação (através da Seção de Produção e Segmentação, Seção de Contra Proliferação) que foi uma esfera ativa desde a descoberta de estudantes de física paquistaneses pesquisando assuntos relacionados a armas nucleares em 1974; contraterrorismo (através de duas seções comuns que ocorriam em colaboração com o Serviço de Segurança, um para o republicanismo irlandês e o outro para terrorismo internacional); contra narcóticos e crimes sérios (originalmente criado sob a Controladoria do Hemisfério Ocidental em 1989); e a seção de “questões globais” encarregada de questões como o meio ambiente e questões sobre o bem-estar público. Por volta dos anos 1990 estas seções foram consolidadas em um novo cargo de Controladoria, Global e Funcional.
Durante a transição, Sir Colin McColl abraçou uma nova, embora limitada, política de abertura à impressa e ao público, com os “assuntos públicos” incluídos no sumário de Director, Counter-Intelligence and Security (renomeado Director, Security and Public Affairs). As políticas de McColl eram parte de uma “iniciativa governamental aberta” mais ampla desenvolvida a partir de 1993 pelo governo de John Major. Como parte disso, operações do SIS e do GCHQ (Government Communications Headquarters – Sede de Comunicações Governamentais), foram colocados em uma base estatuária através do Lei de Serviços de Inteligência de 1994. Embora a Lei provesse procedimentos para Autorizações e Mandatos, isso essencialmente consagrou mecanismos que estavam em vigor pelo menos desde 1953 (para Autorizações) e 1985 (sob a Lei de Intercepção de Comunicações, para Mandados). Sob essa lei, desde 1994, as atividades do SIS e GCHQ foram objeto de escrutínio do Parliament's Intelligence and Security Committee (Comitê de Inteligência e Segurança do Parlamento).
Durante meados dos anos 1990, a comunidade de inteligência britânica foi submetida a uma revisão abrangente de custos pelo governo. Como parte de cortes de defesa mais amplos, o SIS reduziu seus recursos em 25% e a alta administração foi reduzida em 40%. Como consequência desses cortes, as divisões de Requerimentos (anteriormente as seções circulantes do Arranjo de 1921) foram privadas de qualquer tipo de representação no quadro de diretores. Ao mesmo tempo, as Controladorias do Oriente Médio e da África foram reduzidos e amalgamados. Segundo as descobertas da Review of Weapons of Mass Destruction (Revisão de Armas de Destruição em Massa) do Lord Butler Brockwell, a redução das capacidades operacionais no Oriente Médio e a capacidade da Divisão de Requerimentos de averiguar a qualidade das informações fornecidas pela Controladoria do Oriente Médio enfraqueceu as estimativas do Joint Intelligence Committee (Junta do Comitê de Inteligência) sobre os programas de armas não-convencionais do Iraque. Essas fraquezas contribuíram para as avaliações erradas do Reino Unido sobre as “armas de destruição em massa” do Iraque no momento anterior à invasão do país em 2003.

### Guerra ao Terror
Durante a Guerra ao terror, o SIS aceitou informações da CIA que foram obtidas por meio de tortura, incluindo o programa de redenção extraordinária. Craig Murray, um embaixador britânico no Uzbequistão, escreveu diversos memorandos críticos da aceitação desse tipo de informação pelo Reino Unido; ele então foi demitido de seu cargo.
No início da invasão do Iraque em 2003, é alegado, apesar de não confirmado, que alguns SIS conduziram a “Operation Mass Appeal” que era uma campanha para disseminar histórias na mídia sobre as armas de destruição em massa no Iraque. A operação foi transmitida no jornal britânico The Sunday Times em dezembro de 2003. Declarações do ex-inspetor de armas Scott Ritter sugerem que campanhas de propaganda similares contra o Iraque remontam à década de 1990. Ritter diz que o SIS o recrutou em 1997 para ajudar num esforço propagandístico. “O objetivo era convencer o público que o Iraque era uma ameaça muito maior do que realmente era. No final da invasão, agentes do serviço de inteligência secreta (SIS) operando no aeroporto internacional de Bagdá com a proteção do Special Air Service (SAS - Serviço Aéreo Especial) começaram a restabelecer uma estação em Bagdá e começaram a acumular conhecimento; em particular sobre armas de destruição em massa, depois que se tornou claro que o Iraque não as possuíam, MI6 teve que oficialmente retirar a inteligência de pré-invasão sobre eles. Nos meses após a invasão, eles também começaram a reunir inteligência política; prevendo o que poderia acontecer no Iraque pós-Baath. Membros do MI6 nunca excederam 50; no começo de 2004, à parte do apoio à Task Force Black (Força-Tarefa) em caçar antigos membros do partido Baath, MI6 também fez um esforço em alvejar o “terrorismo transnacional”/redes jiadistas que levaram o SAS a por em prática a Operação Aston em fevereiro de 2004: eles conduziram um ataque a uma casa em Bagdá que era parte de um “oleoduto jiadista” que corria do Irã ao Iraque no qual as agências de inteligência dos EUA e do Reino Unido estavam rastreando os suspeitos – o ataque capturou membros de um grupo terrorista com base no Paquistão. Pouco antes da Segunda Batalha de Faluja, membros da MI6 visitaram a Temporary Screening Facility (TSF - Instalação Temporária de Triagem) do Joint Special Operations Command (JSOC - Comando de Operações Especiais Conjuntas) americano no Balad para interrogar um suspeito insurgente, após a visita eles suscitaram preocupações relativas às más condições de detenção e, como resultado, o governo britânico informou o JSOC no Iraque que os prisioneiros capturados pelas forças especiais britânicas só seriam entregues ao JSOC se houvesse o compromisso de não enviá-los ao Balad. Na primavera de 2005, o destacamento SAS que operava em Baçorá e no sul do Iraque, conhecido como Operação Hathor escoltou os oficiais do “caso” do MI6 para Baçorá, para que pudessem encontrar suas fontes e superiores e o MI6 forneceu informações que habilitaram o destacamento realizar operações de vigilância. MI6 também se envolveu na resolução do incidente da prisão de Baçorá; o SIS desempenhou um papel central na retirada britânica de Baçorá em 2007.
Em julho de 2011, foi reportado que o SIS fechou diversas de suas estações nos últimos anos, particularmente no Iraque onde costumava ter vários postos avançados no sul do país, na região de Baçorá, de acordo com o relatório anual do Comitê Parlamentar de Inteligência e Segurança. Os fechamentos permitiram o serviço focar sua atenção no Paquistão e no Afeganistão, sendo nestes países suas principais estações. Em 12 de Julho de 2011, oficiais da inteligência do MI6, junto com outras agências de inteligência rastrearam dois anglo-afegãos até um hotel em Herat no Afeganistão, que foram pegos tentando “estabelecer contato” com o Taliban ou a al-Qaeda para aprender técnicas do fabrico de bombas; operadores da SAS prenderam eles e acredita-se que foram os primeiros britânicos capturados vivos no Afeganistão desde 2001.
Em outubro de 2013, o SIS apelou para um reforço e membros extra de outras agências de inteligência em meio a crescentes preocupações com a ameaça terrorista do Afeganistão e com a preocupação de que o país se tornará um “vácuo de inteligência” após a retirada das tropas britânicas no final de 2014.
Em março de 2016, foi reportado que o MI6 esteve envolvido na Guerra Civil Líbia desde janeiro daquele ano, resguardado pela SAS, para se encontrar com oficiais líbios para discutir o fornecimento de armas e treinamento para o Exército Sírio e para as milícias lutando contra o Estado Islâmico.
Em abril de 2016, foi revelado que equipes do MI6 com membros do Special Reconnaissance Regiment (Regimento Especial de Reconhecimento) destacados para eles, foram enviadas ao Iêmen para treinar forças iemenitas que estão combatendo o AQAP (al-Qaeda na Península Arábica), assim como identificar alvos para ataques de drones.

## Construções

### O quartel-general do Serviço Secreto de Inteligência (SIS)
Desde 1995, o quartel general do SIS tem sido no número 85 de Vauxhall Cross, ao longo de Albert Embankment em Vauxhall, nas margens do rio Tâmisa através da Ponte Vauzhall, em Londres. Outras centrais (headquarters) foram o Century House, o número 100 da estrada Westminster Bridge, Lambeth (distrito no centro de Londres) de 1966 a 1995, e na rua Rainha Victoria, também na região central de Londres, de 1924 a 1966.
(Apesar do SIS ter operado da Broadway, ele tinha sua base na rua St James, fazendo uso considerável dos estornos do St Ermin's Hotel).
O prédio foi desenhado pelo Sir Terry Farrell e construído por John Laing. A empresa desenvolvedora, denominada Regalian Properties, entrou em contato com o governo em 1987 para verificar se o mesmo tinha interesse no prédio proposto. Ao mesmo tempo, o serviço de segurança MI5 procurava acomodações alternativas, então a co-localização dos dois serviços foi estudada. No final, essa proposta foi abandonada devido à falta de prédios de tamanho adequado (existente ou proposto), além das considerações de segurança por promover apenas um alvo para possíveis ataques. Em dezembro de 1987, o governo da primeira-ministra Margaret Thatcher  aprovou a compra do novo prédio para o SIS.
O design do prédio foi revisado a fim de incorporar a proteção necessária para o ajuntamento da agência de inteligência externa do Reino Unido. Isso inclui um aumento generalizado da segurança, proteções extensivas aos computadores, áreas técnicas, proteção contra bombardeios, sistemas de apoio de emergência e proteção contra espionagem. Enquanto os detalhes e custos da construção foram divulgados, cerca de dez anos depois da divulgação do  relatório origina, escrito do Tribunal de Contas Nacional (National Audit Office), alguns dos serviços especiais requisitados permaneceram confidenciais. O relatório do Tribunal de Contas, denominado "Thames House and Vauxhall Cross", tem certamente detalhes omitidos, descrevendo em detalhes os custos e problemas de certas modificações, mas não o quanto eles representam de fato. Segundo o guia de viagens de Londres, escrito por Rob Humphrey, sugere-se que uma dessas modificações omitidas seria um túnel abaixo do Tâmisa até a estrada de Whitehall. O Tribunal de Contas colocou com custo final de 135.05m de libras pela compra do prédio básico, ou 152.6m libras incluindo os serviços  especiais requisitados.
O cenário dos escritórios do SIS apareceu nos seguintes filmes de James Bond: Contra GoldenEye, O Mundo Não é o Bastante, Um Novo dia Para Morrer, Operação Skyfall e Contra Spectre. O Serviço Secreto de Inteligência permitiu as filmagens no prédio em si pela primeira vez em O Mundo Não é o Bastante para a sequência pré-créditos, onde uma bomba escondida em uma pasta cheia de dinheiro é detonada dentro do prédio. Um artigo do jornal inglês Daily Telegraph afirmara que o governo britânico se opôs às filmagens, o que foi negado por um porta-voz do escritório para assuntos estrangeiros do governo. Em Skyfall, o prédio é novamente atacado por uma explosão, desta vez através de um ciber ataque acionando um dispositivo de gás e incendiando o ambiente; depois desse evento, os funcionários do serviço secreto são levados para uma instalação secreta no subsolo. Em 007: Contra Spectre, o chefe de uma organização criminosa Spectre, Esrnst Stavro Blofeld, aprisiona o agente James Bond junto a Bond Girl desse filme, Dra. Madeleine Swann, dentro dos escombros do prédio. Blofeld, por sua vez, detona a bomba colocada dentro do prédio, demolindo o que restava deste, apesar de Bond conseguir salvar a Dra. Swann e escapado ante da explosão final.
Na tarde do dia 20 de setembro de 2000, o prédio foi atacado usando uma arma construída na Rússia, denominada RPG-22. Ao acertar o oitavo andar, o míssil projetado pela arma causou apenas danos superficiais. A linha antiterrorista da Polícia Metropolitana atribuiu responsabilidade ao IRA pelo ataque.

### Outras Construções
A maioria dos outros prédios é ocupada pelo Escritório para Assuntos Estrangeiros e da Commonwealth. Eles incluem:
Parque Hanslope: nos arredores de Milton Keynes, na habitação do Centro de Comunicações do Governo de Vossa Majestade, que fornece apoio ao Escritório para Assuntos Estrangeiros e da Commonwealth e à Comunidade de Inteligência Britânica.
Forte Monckton: Antigo Forte datando do ano de 1780, reconstruído em 1880, hoje é centro de treinamentos em campo do SSI.

### O Circo
O apelido do MI6 é O Circo. Alguns dizem que o nome foi cunhado por John le Carré (David Cornwell, antigo oficial do SIS) em seus romances de espionagem. Leo Marks, em seu autobiográfico Between Silk and Cyanide explica que o nome surge porque uma das seções da organização britânica durante a Segunda Guerra Mundial, o Centro Executivo de Operações Especiais, ocorreu em um edifício no número 1 da Dorset Square, em Londres, que anteriormente era de posse dos diretores do circo Bertram Mills. Esta suspeita inspirou muitas piadas dentro do Serviço Secreto.

## Chefes
Principal artigo: Chief of the Secret Intelligence Service
- 1909–1923: Sir Mansfield Smith-Cumming,  KCMG CB
- 1923–1939: Admiral Sir Hugh Sinclair, KCB
- 1939–1952: Major General Sir Stewart Menzies,  KCB KCMG DSO MC
- 1953–1956: Sir John Alexander Sinclair, KCMG CB OBE
- 1956–1968: Sir Richard White, KCMG KBE
- 1968–1973: Sir John Rennie, KCMG
- 1973–1978: Sir Maurice Oldfield, GCMG CBE
- 1979–1982: Sir Dick Franks,  KCMG
- 1982–1985: Sir Colin Figures, KCMG OBE
- 1985–1989: Sir Christopher Curwen, KCMG
- 1989–1994: Sir Colin McColl,  KCMG
- 1994–1999: Sir David Spedding,  KCMG CVO OBE
- 1999–2004: Sir Richard Dearlove,  KCMG OBE
- 2004–2009: Sir John Scarlett, KCMG OBE
- 2009–2014: Sir John Sawers, KCMG
- 2014–2020: Alex Younger. KCMG
- 2020–2025: Sir Richard Moore, KCMG
- 2025–presente: Dame Blaise Metreweli, CMG, vai tomar posse em 1° de outubro de 2025

## Ver  também
Lista de agentes do serviço secreto:
- Cambridge Five, Círculo de espionagem soviética na Guerra Fria
- Anthony Blunt: oficial do MI5 e agente soviético.
- Guy Burgess: oficial do SIS e agente soviético.
- John Cairncross: oficial do SIS e agente soviético.
- Donald Maclean: oficial do SIS e agente soviético.
- Kim Philby: oficial do SIS e agente soviético.
- James Bond, 007: personagem fictício da série popular de livros, filmes e videogame, que dizem trabalhar para o MI6.
- David Cornwell (conhecido como John le Carré): autor, antigo oficial do SIS.
- Andrew Fulton: membro do Partido Conservador da Escócia.
- Charles Cumming: autor
- Paul Dukes: oficial do SIS e autor
- Frederick Forsyth: autor e dito como agente do MI6
- Ian Fleming: autor dos romances de James Bond, anteriormente oficial do Divisão de Inteligência Naval
- Graham Greene: autor, anteriormente oficial do SIS
- Ralph Izzard: jornalista, autor, anteriormente oficial do Divisão de Inteligência Naval
- Horst Kopkow: oficial da SS que trabalhara pelo SIS depois da Segunda Guerra Mundial
- Alec Leamas: personagem fictício que trabalha para o SIS (ou the Circus nos romances) aparece na obra de John Le Carré em 1963, e interpretado por Richard Burton no filme de 1965
- Sidney Reilly: trabalhara para o SIS e outros
- Alex Rider: agente fictício do MI6; personagem britânico na série de autoria de Anthony Horowitz
- Alan Blunt, líder fictício da Divisão Especial de Operações, personagem na série britânica Alex Rider de autoria de Anthony Horowitz
- Mrs. Jones: líder fictícia da Divisão Especial de Operações, superior de Alan Blunt
- Ian Rider: agente, tio de Alex Rider e irmão de John Rider
- John Rider: agente fictício, pai de Alex Rider e irmão de Ian Rider
- Krystyna Skarbek: agente
- Aggie MacKenzie: apresentadora de TV e jornalista que passara dois anos trabalhando para o MI6
- George Smiley: personagem fictício da série de livros e filmes de John Le Carré que trabalha para o MI6
- Richard B. Tinsley: oficial do SIS, chefe de estação durante a Primeira Guerra Mundial
- Richard Tomlinson: autor, anteriormente oficial do SIS
- Valentine Vivian: Vice-Presidente do SIS e líder da Seção V de Contra-Espionagem
- Gareth Williams: destacado para o SIS no  GCHQ, provavelmente morto ilegalmente.